# Merì

Ubicació de Merì dins de la província

Merì (sicilià Merì) és un municipi italià, dins de la ciutat metropolitana de Messina. L'any 2008 tenia 2.322 habitants. Limita amb els municipis de Barcellona Pozzo di Gotto, Milazzo, San Filippo del Mela i Santa Lucia del Mela.

## Administració
| Període | Identitat       | Partit        |
| ------- | --------------- | ------------- |
| 2007-   | Felice Borghese | Llista cívica |